# Catherine Amy Dawson Scott
Catherine Amy Dawson Scott (o Amy Dawson; n. en agost del 1865 a Dulwich; † 4 de novembre del 1934) fou una escriptora anglesa i fundadora del PEN Club Internacional a Londres.
La seva primera publicació fou Charades for home acting el 1888. Scott fundà l'associació d'escriptors To-Morrow Club, que fou precursora del PEN Club. Tingué la idea d'una trobada amb altres autors, que esdevingué també un tema central de les seves novel·les, narracions i assaigs. El 5 d'octobre del 1921 invità una quarantena d'escriptors a sopar, entre d'altres George Bernard Shaw i John Galsworthy. Catherine Amy Dawson Scott morí el 4 de novembre del 1934.

## Obra
- Charades for home acting. (1888)
- Sappho. A poem (1889)
- Madcap Jane or Youth. T Nelson & Sons (1890)
- Idylls of Womanhood. Poems. (1892)
- The Story of Anna Beames (1907)
- The Burden. (1908)
- Nooks & Corners of Cornwall. (1911)
- Alice Bland, and The Golden Ball. Two one act plays (1912)
- Tom, Cousin Mary, and Red Riding Hood. Three one act plays (1912)
- Beyond. Poems. (1912)
- Wastralls. W. Heinemann (1918)
- The Headland. Heinemann (1920)
- The rolling stone. A.A. Knopf (1920)
- The Haunting (1921). Re-edició: Tabb House (März 1985)
- Bitter herbs. Poems. A.A. Knopf (1923)
- The turn of a day. H. Holt (1925)
- The vampire. A book of Cornish and other stories. R. Holden & co., ltd (1925)
- Blown by the Wind (1926)
- The Seal Princess. George Philip & Son Ltd (1930)
- The House In The Hollow Or Tender Love. Benn (1933)